# Imadegawa (Fujiwara)
O Ramo Imadegawa (今出川家, Imadegawa-ka) foi uma ramificação do Ramo Saionji do Clã Fujiwara fundada por Imadegawa Kanesue filho de Saionji Sanekane. Posteriormente foi renomeada como Kikutei.

## História
O Ramo Imadegawa pertencia ao Seigake (清华家, ou os sete ramos dos clãs Fujiwara ou Minamoto) , cujos fundadores foram descendentes de imperadores e cujos membros poderiam ser nomeado daijin (ministros). Os sete Ramos eram : Koga, Sanjō, Saionji, Tokudaiji, Ōinomikado (Ōimicado), Kasannoin (Kazanin) e Imadegawa.
O Ramo Imadegawa  foi criado  pelo Udaijin  Kanesue quarto filho do Daijō Daijin Saionji Sanekane no final do Período Kamakura da história do Japão. O desmembramento do Ramo Saionji em meados de 1317, estava traçado no testamento de Sanekane para fortalecer o ramo: nele se estabeleciam ramificações; remodelou a sucessão na linha principal; e criou divisões nas propriedade em conformidade com estes novos planos.
O nome Imadegawa deriva da localidade onde Kanesue morava. Sua residencia era conhecida como Imadegawa-dono. Já o nome Kikutei refere-se as grandes plantações de crisântemos que existiam no lugar. Kanesue era conhecido por estes dois nomes.

## Líderes do Ramo Imadegawa
1. Imadegawa Kanesue -  今出川兼季（1281 - 1339）
2. Imadegawa Sanetada -  今出川実尹
3. Imadegawa Kinnao -  今出川公直
4. Imadegawa Sanenao -  今出川実直
5. Imadegawa Kimiyuki -  今出川公行